# Stellaris
Stellaris es un videojuego de gran estrategia 4X desarrollado y publicado por Paradox Interactive. El juego gira en torno a la exploración del espacio, la gestión de un imperio, la diplomacia y la guerra con otras civilizaciones interplanetarias. Fue lanzado el 9 de mayo de 2016 en todo el mundo para Microsoft Windows, OS X y Linux.

## Modo de juego
Stellaris es un juego de gran estrategia en tiempo real ambientado en el espacio en el año 2200. Los jugadores controlan naves espaciales y los buques de investigación, entre otras cosas. El combate se centra más en la preparación y en la estrategia que en la lucha en sí. También hay opciones diplomáticas, tales como alianzas y acuerdos comerciales con otras razas. El juego comienza por escoger una de las especies, su ética y sus tecnologías. La elección de una especie exótica sólo tiene implicaciones cosméticas dado que cualquier especie puede tener acceso a cualquiera de los diseños de naves. El jugador comienza con un solo planeta en su territorio, una nave de ingeniería, una pequeña flota de buques de guerra, un puerto espacial, y nave científica. El principio de cualquier partida consiste en explorar y colonizar el espacio, mientras que más adelante las actividades de juego se centran en la diplomacia y el gobierno de un imperio. Hacia el final de una partida, pueden ocurrir crisis con implicaciones a lo ancho de la galaxia.

## Desarrollo
Stellaris fue desarrollado por Paradox Development Studios y publicado por su empresa matriz, Paradox Interactive. El juego utiliza el motor de gráficos denominado Clausewitz que es el mismo que el estudio ha utilizado desde Europa Universalis III en 2007. Fue anunciado oficialmente en la Gamescom en agosto de 2015. Su lanzamiento tuvo lugar el 9 de mayo de 2016.
Después de su lanzamiento, los desarrolladores han publicado una serie de paquetes de expansión, así como actualizaciones gratuitas para resolver errores y la introducción de nuevas características de juego.

## Recepción
En un avance del juego en el Rock, Paper, Shotgun, Adam Smith escribió que Stellaris «podría ser el mejor juego hasta la fecha de Paradox, y un hito en el desarrollo de los estilos de juegos basados en 4X y gran estrategia».
En su lanzamiento, Stellaris recibió críticas favorables, con Metacritic dándole una puntuación total de 79. Una serie de valoraciones destacó la accesible interfaz y el diseño, junto con un inicio de partida muy absorbente y casi como un RPG fuertemente influenciado por las decisiones con respecto a la especie tomadas por el jugador así como la novedad de las crisis hacia el final de la partida. Las críticas mixtas también observaron que la parte central de la partida es menos satisfactoria debido a un sistema diplomático demasiado simple y una IA un tanto pasiva.
24 horas después de su lanzamiento, Paradox Interactive anunció que Stellaris había vendido más de 200 000 unidades, rompiendo el récord de ingresos de cualquier título anterior de Paradox Interactive durante el mismo período de tiempo. Se convirtió en el primer  juego de Paradox Development Studio en alcanzar tal cifra de ventas tan rápidamente.